# Faustus Cornelius Sulla
Faustus Cornelius Sulla (Kr. e. 89 k. – Kr. e. 46) római arisztokrata politikus, a patricius származású Cornelia gens tagja, a híres-hírhedt dictator, Lucius Cornelius Sulla fia volt annak negyedik, Caecilia Metellával kötött házasságából.
Faustus nem sokkal atyja első consuli éve, Kr. e. 88 előtt született ikertestvérével, Faustával együtt. Nevük jelentése „Szerencsés”, amelyet a sikeres ikerszülés örömére kaptak. Kr. e. 78-ban, miután teljhatalmáról lemondott apja meghalt, Lucius Licinius Lucullus lett a gyámjuk. Fiatal korában sokszor megfenyegették, hogy indítványozni fogják a dictator által összeharácsolt vagyon visszafizettetését, azonban a senatus konzervatívjai – köztük maga Cicero praetorként, Kr. e. 66-ban – mindig kiálltak mellette, és megakadályozták az ellene irányuló tervek végrehajtását.
Az ifjú Sulla ezután csatlakozott apósa, Pompeius keleti hadjáratához, és Kr. e. 63-ban elsőként hágott fel Jeruzsálem falaira, amiért bőséges jutalomban részesítették. Kr. e. 60-ban teljesítette apja végakaratát, és gazdag gladiátorjátékokat rendezett, még a népet is gazdagon megvendégelte. Első tisztsége az auguri volt, majd Kr. e. 54-ben quaestor lett. Magasabb tisztséget már nem tölthetett be a kitörő polgárháború miatt, de Kr. e. 52-ben a senatus megbízására felújíttatta annak Clodius megölése után leégett Curia Hostiliát, amit ezentúl az ő és apja tiszteletére Curia Corneliának neveztek el.
A Julius Caesar és Pompeius között kitörő harcban az adósságban úszó Sulla természetesen apósa és az optimata párt mellé állt. Kr. e. 49-ben Pompeius Mauretania provincia propraetorává akarta kinevezni, de Philippus néptribunus megakadályozta, így kénytelen volt követni elvbarátait Hellaszba. A Kr. e. 48-as pharszaloszi ütközetnél jelen volt, de sikerült Africába menekülnie a pompeianusokhoz. A Kr. e. 46-os thapsusi csata után Hispaniába akart menekülni, de útközben elfogta Publius Sittius. A vele tartó Lucius Afraniusszal együtt meggyilkolták Caesar táborában egy elfajuló veszekedés során, valószínűleg a győztes hadvezér tudtával és beleegyezésével.

## Külső hivatkozások
- Dictionary of Greek and Roman Biography and Mythology. Szerk.: William Smith. Boston, C. Little & J. Brown, 1867.
Elérhető a Michigani Egyetem Könyvtárának honlapján: I. kötet (A–D); II. kötet (E–N); III. kötet (O–Z).

1. ↑  Digital Prosopography of the Roman Republic (angol nyelven). (Hozzáférés: 2021. június 16.)
2. 1 2  Digital Prosopography of the Roman Republic (angol nyelven). (Hozzáférés: 2021. június 29.)